# S3 (Gruppe)
Die symmetrische Gruppe {\displaystyle S_{3}} bezeichnet im mathematischen Teilgebiet der Gruppentheorie eine bestimmte
Gruppe mit 6 Elementen. Sie lässt sich beschreiben als Gruppe der sechs Permutationen einer dreielementigen Menge. Alternative Bezeichnungen sind {\displaystyle {\mathfrak {S}}_{3}} und {\displaystyle \mathop {\mathrm {Sym} } \nolimits _{3}}. Sie ist isomorph mit der Dïedergruppe {\displaystyle D_{3}} , der Gruppe der Kongruenzabbildungen des gleichseitigen Dreiecks auf sich.

## Einführung

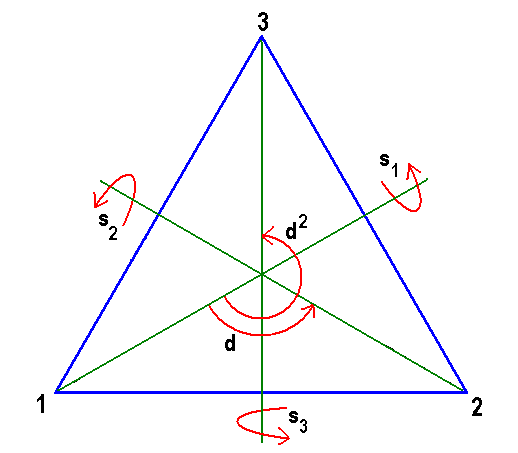
Die Wirkungen der Abbildungen,,, und

Betrachtet man die Kongruenzabbildungen, die ein gleichseitiges Dreieck in sich selbst überführen, so findet man 6 Möglichkeiten:
- die identische Abbildung {\displaystyle e},
- die Drehung {\displaystyle d} um 120° um den Mittelpunkt des Dreiecks,
- die Drehung {\displaystyle d^{2}} um 240° um den Mittelpunkt des Dreiecks,
- die drei Spiegelungen {\displaystyle s_{1},s_{2}} und {\displaystyle s_{3}} an den drei Mittelsenkrechten des Dreiecks.

Diese Kongruenzabbildungen lassen sich durch Hintereinanderausführung kombinieren, wodurch man wieder eine Kongruenzabbildung erhält. Man schreibt einfach zwei Kongruenzabbildungen (oft ohne Verknüpfungszeichen, oder mit {\displaystyle \cdot } oder {\displaystyle \circ }) nebeneinander und meint damit, dass
zuerst die rechtsstehende und dann die linksstehende
Kongruenzabbildung auszuführen ist.
Die Schreibweise {\displaystyle d^{2}} macht bereits deutlich, dass die Drehung um 240° gleich der zweifachen Hintereinanderausführung der Drehung um 120° ist.
Man erhält auf diese Weise die sechselementige Gruppe {\displaystyle S_{3}=\left\{e,d,d^{2},s_{1},s_{2},s_{3}\right\}} aller Kongruenzabbildungen des gleichseitigen Dreiecks auf sich.
Trägt man alle so gebildeten Verknüpfungen in eine Verknüpfungstafel ein, so erhält man
| {\displaystyle \cdot } | {\displaystyle e}     | {\displaystyle d}     | {\displaystyle d^{2}} | {\displaystyle s_{1}} | {\displaystyle s_{2}} | {\displaystyle s_{3}} |
| ---------------------- | --------------------- | --------------------- | --------------------- | --------------------- | --------------------- | --------------------- |
| {\displaystyle e}      | {\displaystyle e}     | {\displaystyle d}     | {\displaystyle d^{2}} | {\displaystyle s_{1}} | {\displaystyle s_{2}} | {\displaystyle s_{3}} |
| {\displaystyle d}      | {\displaystyle d}     | {\displaystyle d^{2}} | {\displaystyle e}     | {\displaystyle s_{3}} | {\displaystyle s_{1}} | {\displaystyle s_{2}} |
| {\displaystyle d^{2}}  | {\displaystyle d^{2}} | {\displaystyle e}     | {\displaystyle d}     | {\displaystyle s_{2}} | {\displaystyle s_{3}} | {\displaystyle s_{1}} |
| {\displaystyle s_{1}}  | {\displaystyle s_{1}} | {\displaystyle s_{2}} | {\displaystyle s_{3}} | {\displaystyle e}     | {\displaystyle d}     | {\displaystyle d^{2}} |
| {\displaystyle s_{2}}  | {\displaystyle s_{2}} | {\displaystyle s_{3}} | {\displaystyle s_{1}} | {\displaystyle d^{2}} | {\displaystyle e}     | {\displaystyle d}     |
| {\displaystyle s_{3}}  | {\displaystyle s_{3}} | {\displaystyle s_{1}} | {\displaystyle s_{2}} | {\displaystyle d}     | {\displaystyle d^{2}} | {\displaystyle e}     |

Will man das Produkt {\displaystyle ba} für zwei Elemente {\displaystyle a,b} aus {\displaystyle S_{3}} ausrechnen, so suche man in der Verknüpfungstafel zuerst die mit {\displaystyle a} gekennzeichnete Spalte, dann die mit {\displaystyle b} gekennzeichnete Zeile auf; am Schnittpunkt dieser Spalte und Zeile steht das Produkt.
Verallgemeinert man diese Konstruktion, indem man das gleichseitige Dreieck durch ein regelmäßiges {\displaystyle n}-Eck ersetzt, so kommt man zum Begriff der Diedergruppe. Daher wird die hier besprochene Gruppe {\displaystyle S_{3}} auch mit {\displaystyle D_{3}} bezeichnet.

## Elemente derS3als Permutationen
Eine Kongruenzabbildung des gleichseitigen Dreiecks ist bereits dadurch eindeutig festgelegt, wie die mit 1, 2 und 3 bezeichneten Ecken aufeinander abgebildet werden. Jedes Element der {\displaystyle S_{3}} kann daher als Permutation der Menge {\displaystyle \{1,2,3\}} aufgefasst werden.
Im Folgenden ist zuerst die Zweizeilenform angegeben, dahinter die Zyklenschreibweise der Elemente sowie deren Ordnungen:
{\displaystyle {\begin{array}{rcccll}e&=&{\begin{pmatrix}1&2&3\\1&2&3\end{pmatrix}}&=&(1)&\qquad \mathrm {ord} \left(e\right)=1\\\\d&=&{\begin{pmatrix}1&2&3\\2&3&1\end{pmatrix}}&=&(1~2~3)&\qquad \mathrm {ord} \left(d\right)=3\\\\d^{2}&=&{\begin{pmatrix}1&2&3\\3&1&2\end{pmatrix}}&=&(1~3~2)&\qquad \mathrm {ord} \left(d^{2}\right)=3\\\\s_{1}&=&{\begin{pmatrix}1&2&3\\1&3&2\end{pmatrix}}&=&(2~3)&\qquad \mathrm {ord} \left(s_{1}\right)=2\\\\s_{2}&=&{\begin{pmatrix}1&2&3\\3&2&1\end{pmatrix}}&=&(1~3)&\qquad \mathrm {ord} \left(s_{2}\right)=2\\\\s_{3}&=&{\begin{pmatrix}1&2&3\\2&1&3\end{pmatrix}}&=&(1~2)&\qquad \mathrm {ord} \left(s_{3}\right)=2\end{array}}}

## Eigenschaften

### Keine abelsche Gruppe
Die Gruppe {\displaystyle S_{3}} ist keine abelsche Gruppe, wie obiger Verknüpfungstafel entnommen werden kann (sie ist nicht symmetrisch zur Hauptdiagonale); beispielsweise gilt {\displaystyle s_{2}s_{1}=d^{2}\neq d=s_{1}s_{2}}. Sie ist bis auf Isomorphie die kleinste nicht-abelsche Gruppe, das heißt, jede nicht-abelsche Gruppe ist entweder isomorph zu {\displaystyle S_{3}} oder hat mehr Elemente.

### Untergruppen und Normalteiler
Die Untergruppen neben den trivialen Untergruppen {\displaystyle \{e\}} und {\displaystyle S_{3}} selbst sind:
- {\displaystyle A_{3}:=\left\{e,d,d^{2}\right\}\cong \mathbb {Z} /3\mathbb {Z} }. Diese Untergruppe (die Gruppe der Drehungen) ist ein Normalteiler und wird auch als alternierende Gruppe vom Grad 3 bezeichnet.
- {\displaystyle \{e,s_{1}\}\cong \{e,s_{2}\}\cong \{e,s_{3}\}\cong \mathbb {Z} /2\mathbb {Z} }. Diese Untergruppen  (die Gruppen der Spiegelungen) sind keine Normalteiler; beispielsweise ist {\displaystyle d\{e,s_{1}\}d^{-1}\,=\,d\{e,s_{1}\}d^{2}\,=\,\{e,s_{2}\}}.
- Das Zentrum von {\displaystyle S_{3}} ist trivial (besteht nur aus {\displaystyle \{e\}}). Somit kommutiert ein von {\displaystyle e} verschiedenes Element nur mit Potenzen seiner selbst.

### Erzeuger und Relationen
Man kann Gruppen auch dadurch beschreiben, dass man ein Erzeugendensystem und Relationen, die die Erzeuger erfüllen müssen, angibt. Erzeuger und Relationen notiert man, durch das Zeichen  {\displaystyle \mid }  getrennt, in spitzen Klammern. Die Gruppe ist dann die von den Erzeugern erzeugte freie Gruppe modulo dem von den Relationen erzeugten Normalteiler. In diesem Sinne ist:
{\displaystyle S_{3}=\langle d,s\mid d^{3},s^{2},dsds\rangle }

### Irreduzible Darstellungen
Bis auf Äquivalenz hat die {\displaystyle S_{3}} drei irreduzible Darstellungen, zwei eindimensionale und eine zweidimensionale. Zur Angabe dieser Darstellungen genügt es, die Bilder von {\displaystyle d} und {\displaystyle s_{1}} anzugeben, denn diese Elemente erzeugen die Gruppe.
- Die triviale Darstellung: {\displaystyle S_{3}\rightarrow \mathbb {C} :\,\,d\mapsto 1,s_{1}\mapsto 1}
- Die Signum-Abbildung: {\displaystyle S_{3}\rightarrow \mathbb {C} :\,\,d\mapsto 1,s_{1}\mapsto -1}
- Die zweidimensionale Darstellung: {\displaystyle S_{3}\rightarrow M_{2}(\mathbb {C} ):\,\,d\mapsto {\begin{bmatrix}e^{2\pi i/3}&0\\0&e^{-2\pi i/3}\end{bmatrix}},s_{1}\mapsto {\begin{bmatrix}0&1\\1&0\end{bmatrix}}}.

Zwar erhält man eine andere zweidimensionale Darstellung, wenn man {\displaystyle s_{1}} durch {\displaystyle s_{2}} ersetzt, aber diese ist äquivalent zur angegebenen. Diese Überlegungen führen zu folgender Charaktertafel:
| {\displaystyle S_{3}}     | {\displaystyle 1} | {\displaystyle 3}     | {\displaystyle 2}       |
|                           | {\displaystyle 1} | {\displaystyle (1,2)} | {\displaystyle (1,2,3)} |
| ------------------------- | ----------------- | --------------------- | ----------------------- |
| {\displaystyle \chi _{1}} | {\displaystyle 1} | {\displaystyle 1}     | {\displaystyle 1}       |
| {\displaystyle \chi _{2}} | {\displaystyle 1} | {\displaystyle -1}    | {\displaystyle 1}       |
| {\displaystyle \chi _{3}} | {\displaystyle 2} | {\displaystyle 0}     | {\displaystyle -1}      |

## Weitere Beispiele

### Allgemeine lineare Gruppe überℤ/2
Die allgemeine lineare Gruppe 2-ten Grades über dem Restklassenkörper {\displaystyle \mathbb {Z} /2=\mathbb {F} _{2}=\{0,1\}},
{\displaystyle GL(2,\mathbb {F} _{2})=\left\{{\begin{bmatrix}1&0\\0&1\end{bmatrix}},{\begin{bmatrix}1&1\\0&1\end{bmatrix}},{\begin{bmatrix}1&0\\1&1\end{bmatrix}},{\begin{bmatrix}0&1\\1&0\end{bmatrix}},{\begin{bmatrix}1&1\\1&0\end{bmatrix}},{\begin{bmatrix}0&1\\1&1\end{bmatrix}}\right\}}
ist isomorph zu {\displaystyle S_{3}}.

### Transformationengruppe
Die gebrochen linearen Funktionen {\displaystyle s_{1},s_{2}} mit Koeffizienten aus einem beliebigen Körper {\displaystyle K} und den Zuordnungen
| {\displaystyle s_{1}:} | {\displaystyle X\mapsto 1-X}    |
| {\displaystyle s_{2}:} | {\displaystyle X\mapsto X^{-1}} |

erzeugen mit der Hintereinanderausführung als Gruppenverknüpfung eine Gruppe {\displaystyle G}, die isomorph zur {\displaystyle S_{3}} ist. Die übrigen 4 Gruppenmitglieder sind:
| {\displaystyle d:=s_{1}\circ s_{2}:}              | {\displaystyle X\mapsto {\tfrac {X-1}{X}}} |
| {\displaystyle s_{3}:=d\circ s_{1}=s_{2}\circ d:} | {\displaystyle X\mapsto {\tfrac {X}{X-1}}} |
| {\displaystyle d^{2}:=d\circ d=s_{2}\circ s_{1}:} | {\displaystyle X\mapsto {\tfrac {1}{1-X}}} |
| {\displaystyle d^{3}:=d\circ d^{2}=e:}            | {\displaystyle X\mapsto X}                 |

Die Verknüpfungstafel ist wie oben.
 Die 6 Gruppenmitglieder {\displaystyle s\in G} unterscheiden sich bei einer Einsetzung von Elementen {\displaystyle x\in K\!\setminus \!\{0,1\}}
{\displaystyle s_{K}:x\mapsto s_{K}(x):=s(x)}
auch in den Wertetabellen, wenn {\displaystyle K} wenigstens 5 Elemente hat.

### Automorphismengruppe
Die {\displaystyle S_{3}} ist isomorph zur Automorphismengruppe der Kleinschen Vierergruppe. Das ergibt sich leicht aus der Beobachtung, dass jede Permutation der drei Elemente der Ordnung 2 der Kleinschen Vierergruppe einen Automorphismus definiert.